# Gemeentelijk Technisch Instituut Duffel
Het Gemeentelijk Technisch Instituut Duffel (GTI Duffel) is een gemeentelijke school voor secundair onderwijs in de Belgische gemeente Duffel. De school heeft richtingen in het TSO en BSO.

## Geschiedenis
Het Gemeentelijk Technisch Instituut Duffel werd opgericht in september 1963 als volwaardige technische school in de leegstaande lokalen van de School-West te Duffel. De officiële erkenning van de school volgde in het schooljaar 1964-1965 en in juni 1966 werden de eerste homologatiegetuigschriften uitgereikt. 
Bij de oprichting van de school steunde de school op 3 pijlers: mechanica, elektriciteit en een beroepsafdeling. 
Na een grote groei van het leerlingenaantal tijdens de jaren 60 werd het duidelijk dat er nood was aan een nieuwe infrastructuur om de leerlingen te kunnen huisvesten.
Op 1 juli 1971 werd de eerste steen van de nieuwe gebouwen gelegd door minister Jos De Saeger. Rika De Backer-Van Ocken huldigde op 12 oktober 1974 de voltooide gebouwen in.
In 1977 werd Gustaaf Wuyts, mede-stichter en eerste directeur van het GTI, opgevolgd door Rie Jespers. Onder zijn leiding werd de doorstromingsrichting elektromechanica voor het eerst als keuze aan de leerlingen aangeboden.